# فرهنگ نروژی

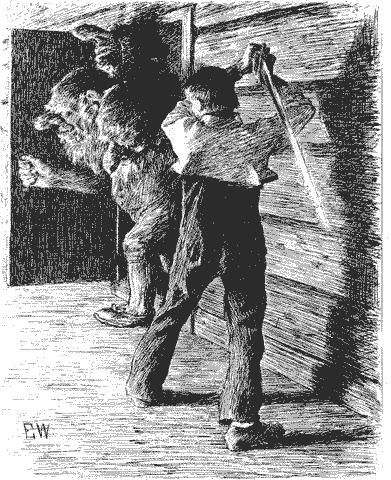
برش آسکلادن از سر ترول - تصویری از قلعه سوریا موریا

فرهنگ نروژی ارتباط تنگاتنگی با تاریخ و جغرافیای این کشور دارد. فرهنگ منحصر به فرد مزرعه نروژی، که تا به امروز ادامه داشته است، نه تنها از منابع کم و آب و هوای سخت بلکه از قوانین ملک‌های باستان نیز ناشی شده است. در سده نوزدهم میلادی، جنبش ناسیونالیستی عاشقانه شدیدی ایجاد کرد که هنوز هم در زبان و رسانه های نروژی قابل مشاهده است. در سده نوزدهم، با ادامه تلاش ها برای دستیابی به یک هویت مستقل در زمینه های ادبیات ، هنر و موسیقی، فرهنگ نروژی شکوفا شد. این امر همچنان در هنرهای نمایشی و در نتیجه حمایت دولت از نمایشگاه ها، پروژه‌های فرهنگی و آثار هنری ادامه دارد.